# Amphiprion ocellaris
Amphiprion ocellaris  (лат.) — вид морских рыб из рода рыб-клоунов, семейства помацентровых (Pomacentridae).

## Описание
В длину достигают 11 см. В спинном плавнике 10—11 жёстких и 13—17 мягких лучей, в анальном — два жёстких и 11—13 мягких, в грудном — 16—18 лучей. Окраска тела красно-оранжевая с тремя вертикальными белыми полосами: на голове, в средней части туловища и на основании хвоста. Туловищная полоса имеет треугольную форму.
Протандрические гермафродиты: все молодые особи — самцы, однако в течение жизни рыба меняет пол. Стимул, запускающий смену пола, — гибель самки.

## Ареал
Распространены на коралловых рифах до глубины 15 м у берегов Индокитая, в водах Андаманских и Никобарских островов, Индо-Малайского архипелага, Филиппин, Тайваня и южных островов Рюкю и у северного побережья Австралии.

## Образ жизни
Вступают в симбиоз с актиниями Heteractis magnifica, Stichodatyla gigantean и Stichodatyla mertensii. Рыбки A. ocellaris — распространенные обитатели морских аквариумов.

## В кинематографе
Представители данного вида являются героями анимационных фильмов «В поисках Немо» и «В поисках Дори».